# Ескі-Джандевлет
Ескі-Джандевлет (після 1948 року — Запрудне; крим.: Eski Can Devlet, Ескі Джан Девлет) — ліквідоване село в Джанкойському районі Республіки Крим, що розташовувалося на півночі району, в степовій частині Криму, на березі однієї з заток Сиваша, приблизно в 1,5 км на північ від сучасного села Єрмакове.

### Динаміка чисельності населення
- 1805 — 53 ос.
- 1892 — 0 ос.[2]
- 1900 рік — 34 ос.[3]
- 1915 — 31 ос.
- 1926 — 71 ос.[4]

## Історія
Ймовірно, спочатку, судячи з доступних історичних документів, існувало одне село Джандевлет, що зафіксовано в першій документальній згадці села в Камеральному Описі Криму… 1784 року, судячи з якого, в останній період Кримського ханства Джандевлет входив у Діп Чонгарський кадилик Карасубазарського каймаканства. Після анексії Кримського ханства Росією (8) 19 квітня 1783 році, (8) 19 лютого 1784 року, іменним указом Катерини II сенату, на території колишнього Кримського Ханства була утворена Таврійська область і село було приписано до Перекопського повіту. Після Павловських реформ, з 1796 по 1802 рік, входила до Перекопського повіту Новоросійської губернії. За новим адміністративним поділом, після створення 8 (20) жовтня 1802 Таврійської губернії, Джандевлет був включений до складу Біюк-Тузакчинської волості Перекопського повіту.
У Відомості про всі селища в Перекопському повіті, що складаються з показанням в якій волості скільки числом дворів і душ … від 21 жовтня 1805 записаний Іскі-кой-Джандевлет — з 11 дворами, 51 татарами і 2 ясирами. На військово-топографічній карті генерал-майора Мухіна 1817 позначено одне село Чандевлет з 10 дворами. За результатами реформи волосного поділу 1829 року, за «Відомістю про казенні волості Таврійської губернії 1829 року», у складі Тузакчинської волості було враховано Іскі Джанджевлет. На карті 1836 року в селі 11 дворів. Потім, мабуть, внаслідок еміграції кримських татар до Туреччини, село спорожніло і на карті 1842 село Ескі Джанджевлет позначене умовним знаком «мале село», тобто, менше 5 дворів.
У 1860-х роках, після земської реформи Олександра II, село приписали до Байгончекської волості того ж повіту. На триверстової карті 1865 року, поряд з Ескі-Джанджевлетом позначені руїни села Яні Джанджевлет (але з цілою ще мечеттю), а на карті, з коректурою 1876, вже одне Ескі Джанджевлет з 3 дворами.
Після земської реформи 1890 року Джандевлет віднесли до Богемської волості . У «Пам'ятній книжці Таврійської губернії на 1892 рік» у відомостях про Богемську волость жодних даних про село, крім назви, не наведено — так записувалися безземельні селища, тому не входили в сільську общину. За «Пам'ятною книжкою Таврійської губернії на 1900 рік» на хуторі Джан-Девлет вважалося 34 мешканці в 4 дворах. За Статистичним довідником Таврійської губернії. ч. Друга. Статистичний нарис, випуск п'ятий Перекопський повіт, 1915 рік , у селі Ескі-Яні-Джан-Девлет (вакуф) Богемської волості Перекопського повіту числилося 18 дворів з татарським населенням у кількості 31 особи «сторонніх» жителів.
Після встановлення в Криму Радянської влади за постановою Кримрівкому від 8 січня 1921 року № 206 «Про зміну адміністративних кордонів» було скасовано волосну систему і у складі Джанкойського повіту було створено Джанкойський район. У 1922 повіти перетворили на округи. 11 жовтня 1923 року, згідно з постановою ВЦВК, до адміністративного поділу Кримської АРСР було внесено зміни, внаслідок яких округи було ліквідовано, основною адміністративною одиницею став Джанкойський район і село включили до його складу. За Списком населених пунктів Кримської АРСР по Всесоюзному перепису 17 грудня 1926 року, в селі Джан-Девлет Таганаської сільради Джанкойського району, був 15 двір, всі селянські, населення становило 71 людина, з них 61 росіяни, 3 українців, 6 німців, 1 записався в графі «інші».
У 1944 році, після очищення Криму від нацистів, 12 серпня 1944 року було прийнято постанову № ГОКО-6372с «Про переселення колгоспників у райони Криму» та у вересні 1944 року до району приїхали перші новосели (27 сімей) із Кам'янець-Подільської і Київської областей, а на початку 1950-х років була друга хвиля переселенців з різних областей України. Указом Президії Верховної Ради РРФСР від 18 травня 1948 року Джандевлет (або Джан-Девлет) перейменували в Запрудне. Ліквідовано до 1960 року, оскільки в «Довіднику адміністративно-територіального поділу Кримської області на 15 червня 1960 року» селище вже не значилося (за довідником «Кримська область. Адміністративно-територіальний поділ на 1 січня 1968 року» — у період з 1960 року по 1968).